# Tan Xue
Tan Xue (förenklad kinesiska: 谭雪; traditionell kinesiska: 譚雪; pinyin: Tán Xuě), född den 30 januari 1984 i Tianjin, Kina, är en kinesisk fäktare som bland annat tog OS-silver i damernas lagtävling i sabel i samband med de olympiska fäktningstävlingarna 2008 i Peking.